# Savala
La Savala (in russo Савала?) è un fiume della Russia europea centrale (oblast' di Tambov e di Voronež), affluente di destra del Chopër (bacino idrografico del Don).
Nasce e scorre interamente nella regione pianeggiante chiamata bassopiano della Oka e del Don, attraversando una regione di steppa fra le oblast' di Tambov e Voronež. Scorre con direzione mediamente nord-sud su quasi tutto il percorso, assumendo direzione est a pochi chilometri dalla sua foce; sfocia nel Chopër presso la cittadina di Novochopërsk. Il principale centro urbano toccato dal fiume nel suo corso è Žerdevka, nella oblast' di Tambov. Il suo maggior affluente è l'Elan' proveniente dalla destra idrografica.
La Savala è gelata, mediamente, da fine novembre a fine marzo; subito dopo il disgelo si hanno i periodi di massima portata annuale.